# Borisav Burmaz
Borisav Burmaz (en serbe : Борислав Бурмаз), né le 21 avril 2001 à Valjevo en Serbie, est un footballeur serbe qui évolue au poste d'avant-centre au FC Rapid Bucarest.

## Biographie

### En club
Né à Valjevo en Serbie, Borisav Burmaz est formé dans l'un des plus grands clubs du pays, l'Étoile rouge de Belgrade. Il joue son premier match en professionnel avec ce club, lors d'une rencontre de coupe de Serbie, face au FK Trepča (en) le 10 octobre 2019. Il entre en jeu à la place de Aleksa Vukanović (en), et son équipe s'impose par huit buts à zéro. Il est prêté au FK Grafičar lors de la saison 2020-2021.
Le 5 juillet 2021, Borisav Burmaz s'engage librement avec le FK Radnički 1923.
Burmaz ne parvient pas à s'imposer au FK Radnički 1923 et en janvier 2022 il fait son retour au FK Grafičar, alors en deuxième division serbe. Il se révèle alors comme un attaquant adroit devant le but, étant l'un des meilleurs buteurs de la ligue, avec douze buts inscrits en seize matchs lors de cette demi-saison.
Le 14 juin 2022, Borisav Burmaz s'engage en faveur du FK Voždovac. Il joue son premier match sous ses nouvelles couleurs le 8 juillet 2022, lors de la première journée de la saison 2022-2023, face au FK Novi Pazar. Il est titularisé et son équipe l'emporte par un but à zéro.
En janvier 2024, Borisav Burmaz rejoint la Roumanie afin de s'engager en faveur du FC Rapid Bucarest. Le transfert est annoncé dès le 24 décembre 2023.

### En sélection
Avec l'équipe de Serbie des moins de 17 ans, il est sélectionné pour participer au championnat d'Europe des moins de 17 ans en 2018. Lors de ce tournoi organisé en Angleterre il joue les trois matchs de son équipe, dont un comme titulaire. Son équipe est toutefois éliminée dès la phase de groupe avec trois défaites en autant de matchs.
Burmaz représente également l'équipe de Serbie des moins de 19 ans. Avec cette sélection il joue trois matchs, tous en 2019.